# اما جانسون (شناگر)
اما جانسون (به انگلیسی: Emma Johnson) (زادهٔ ۲۴ فوریهٔ ۱۹۸۰) شناگر اهل استرالیا است.